# Schneverdingen
Schneverdingen település Németországban, azon belül Alsó-Szászország tartományban. Lakosainak száma 19 169 fő (2023. december 31.). Schneverdingen Sittensen és Soltau községekkel határos.

## Népesség
A település népességének változása:
| Lakosok száma | 18 837 | 18 676 | 18 624 | 18 638 | 18 662 | 18 662 | 18 964 | 19 140 | 19 169 |
|               | 2010   | 2014   | 2016   | 2017   | 2018   | 2019   | 2021   | 2022   | 2023   |